# Tsovinar Dorsa
Gli Tsovinar Dorsa sono una struttura geologica della superficie di Venere.